# Portfólióoptimalizálás
A portfólióoptimalizálás az a folyamat, amely során egy optimális portfóliót (eszközök elosztását) választanak ki egy gondosan összeválogatott portfóliókészletből valamilyen célkitűzés alapján. A célkitűzés alapvetően maximalizálja az olyan tényezőket, mint a várható hozam, és minimalizálja a költségeket, például a pénzügyi kockázatot, így egy többcélú optimalizálási problémát eredményez. A figyelembe vett tényezők a tárgyitól (például eszközök, kötelezettségek, nyereségek vagy egyéb alapvető tényezők) az immateriálisig (például szelektív elidegenítés) terjedhetnek.

## Modern portfólióelmélet
A modern portfólióelméletet Harry Markowitz mutatta be egy 1952-es doktori értekezésben, ahol először definiálták a Markowitz-modellt. A modell feltételezi, hogy a befektető célja a portfólió várható hozamának maximalizálása egy előírt kockázati szint mellett. Azok a portfóliók, amelyek megfelelnek ennek a kritériumnak, azaz maximalizálják a várható hozamot egy előírt kockázati szint mellett, hatékony portfólióknak nevezhetők. Definíció szerint bármely más portfólió, amely magasabb várható hozamot hoz, túlzott kockázattal is jár. Ez a kívánt várható hozam és az elfogadható kockázat közötti kompromisszumot eredményezi. A hatékony portfóliók kockázat-várható hozam összefüggését grafikus formában egy görbe ábrázolja, amelyet hatékony határgörbének neveznek. Minden hatékony portfólió, amelyet egy pont képvisel a hatékony határgörbén, jól diverzifikált. Míg a magasabb megtérülési pillanatok figyelmen kívül hagyása jelentős túlbefektetéshez vezethet kockázatos értékpapírokba, különösen, ha a volatilitás magas, a portfóliók optimalizálása, amikor a hozam eloszlása nem Gauss-eloszlású, matematikailag kihívást jelent.

## Optimalizálási módszerek
A portfólióoptimalizálási problémát korlátozott haszonmaximalizálási problémaként határozzák meg. A portfólió hasznossági függvényeinek közös megfogalmazásai szerint az a várható portfólióhozam (a tranzakciós és finanszírozási költségek levonása után) mínusz a kockázat költsége. Ez utóbbi komponens, a kockázat költsége, úgy van meghatározva, mint a portfólió kockázata megszorozva egy kockázatkerülési paraméterrel (vagy a kockázat egységárával). Ha a hozam eloszlások Gauss-eloszlásúak, ez egyenértékű a hozam egy bizonyos kvantilisének maximalizálásával, ahol a megfelelő valószínűséget a kockázatkerülési paraméter határozza meg. A gyakorlatban a szakemberek gyakran további korlátozásokat adnak hozzá a diverzifikáció javítása és a kockázat további korlátozása érdekében. Ilyen korlátozások például az eszköz-, szektor- és régiós portfólió súlykorlátok.
A portfólióoptimalizálás gyakran két szakaszban zajlik: először az eszközosztályok súlyainak optimalizálása, majd az ugyanazon eszközosztályon belüli eszközök súlyainak optimalizálása. Az előbbi példája lehet az, amikor meghatározzuk az arányokat a részvények és a kötvények között, míg az utóbbi példája az, amikor meghatározzuk a részvények alportfóliójában a X, Y és Z részvények arányait. A részvények és a kötvények alapvetően különböző pénzügyi jellemzőkkel rendelkeznek és eltérő szisztematikus kockázattal bírnak, ezért külön eszközosztályokként tekinthetők rájuk; az egyes osztályokban tartott portfólió részarányai diverzifikációt biztosítanak, és az egyes osztályokon belül különböző konkrét eszközök tartása további diverzifikációt eredményez. Egy ilyen kétlépcsős eljárás alkalmazásával kiküszöbölhetők a nem szisztematikus kockázatok mind az egyedi eszköz, mind az eszközosztály szintjén. Az hatékony portfóliók specifikus képleteiért lásd a portfólió szétválasztását a várható hozam-variancia elemzésben.
A portfólióoptimalizálás egyik megközelítése egy von Neumann–Morgenstern hasznossági függvény meghatározása a végső portfólióvagyonra; a cél a hasznosság várható értékének maximalizálása. Annak érdekében, hogy a magasabb hozamokat előnyben részesítse az alacsonyabb hozamokkal szemben, ez a célfüggvény növekvő a vagyonra nézve, és a kockázatkerülést tükrözve konkáv. Ha sok különböző eszköz tartható, akkor a reális hasznossági függvények esetén ez a megközelítés, bár elméletileg a legvédhetőbb, számítási szempontból igen megterhelő lehet.
Harry Markowitz kifejlesztette a "kritikus vonal módszert", egy általános eljárást a kvadratikus programozáshoz, amely képes kezelni a további lineáris kényszereket, valamint a birtokok felső és alsó határait. Sőt, ebben az összefüggésben a megközelítés módszert ad a hatékony portfóliók teljes halmazának meghatározására. Alkalmazását később William Sharpe fejtette ki.
A portfóliók optimalizálásának bonyolultsága és mérete sok eszköz felett azt jelenti, hogy a munkát általában számítógéppel végzik. Ennek az optimalizációnak a központi eleme a portfólióban szereplő eszközök hozamainak kovarianciamátrixának a felépítése.
A technikák a következők:
- Lineáris programozás
- Kvadratikus programozás
- Nemlineáris programozás
- Vegyes egészértékű programozás
- Metaheurisztikus módszerek
- Sztokasztikus programozás többlépcsős portfólióoptimalizáláshoz Kopula alapú módszerek
- Főkomponens-elemzés alapú módszerek
- Determinista globális optimalizálás
- Genetikus algoritmus

## Optimalizálási korlátok
A portfólió optimalizálását általában korlátozások figyelembevételével végzik, mint például szabályozási korlátozások vagy illikviditás. Ezek a korlátozások olyan portfólió súlyokat eredményezhetnek, amelyek a portfólión belül egy kisebb mintára összpontosítanak. Amikor a portfólióoptimalizálási folyamat más korlátozások alá esik, mint például adók, tranzakciós költségek és kezelési díjak, az optimalizálási folyamat eredményeként aluldiverzifikált portfólió jöhet létre.

### Szabályozás és adók
A befektetőknek jogszabályok tilthatják bizonyos eszközök tartását. Egyes esetekben a korlátlan portfólióoptimalizálás egyes eszközök short-eladásához vezetne. Azonban a short-eladás tilos lehet. Néha egy eszköz tartása gyakorlatilag nem kivitelezhető, mert a kapcsolódó adóköltség túl magas. Ilyen esetekben megfelelő korlátokat kell bevezetni az optimalizálási folyamat során.
A tranzakciós költségek a portfólió súlyainak megváltoztatásával járó kereskedési költségek. Mivel az optimális portfólió idővel változik, ösztönző van a gyakori újraoptimalizálásra. Azonban a túl gyakori kereskedés túl gyakori tranzakciós költségekkel járna; ezért az optimális stratégia az újraoptimalizálás és kereskedés gyakoriságának megtalálása, amely megfelelő egyensúlyt teremt a tranzakciós költségek elkerülése és az elavult portfólió arányok megtartásának elkerülése között. Ez kapcsolódik a tracking error (követési hiba) témájához, amely során a részvények arányai idővel eltérnek egy referenciaponttól az újra-kiegyensúlyozás hiányában.
A koncentrációs kockázat arra a kockázatra utal, amely akkor keletkezik, ha egyetlen pozícióra vagy szektorra való kitettség elég nagy ahhoz, hogy anyagi veszteségeket okozzon az egész portfólió számára kedvezőtlen események bekövetkezésekor. Ha a portfóliót koncentrációs kockázattal kapcsolatos korlátozások nélkül optimalizálják, az optimális portfólió bármely kockázatos eszközportfólió lehet, és így semmi sem akadályozza meg, hogy kizárólag egyetlen eszközbe fektessen. A koncentrációs kockázat kezelése egy átfogó kockázatkezelési keretrendszer részét kell, hogy képezze, és ennek a kockázatnak a csökkentése érdekében lehetőség van olyan korlátozások bevezetésére, amelyek felső határértékeket szabnak meg az optimális portfólió bármely egyes összetevőjének tulajdonítható súlyára vonatkozóan.

## Portfólióoptimalizálás fejlesztése

### Összefüggések és kockázatértékelés
A portfólióoptimalizálás különböző megközelítései eltérően mérik a kockázatot. A hagyományos mérőszámok mellett, mint a szórás vagy annak négyzete (variancia), amelyek nem megbízható kockázati mérőszámok, más mérőszámok is léteznek, mint például a Sortino-ráta, a CVaR (feltételes érték a kockázat alatt) és a statisztikai szórás.
A befektetés egy előretekintő tevékenység, ezért a hozamok kovarianciáit előre kell jelezni, nem pedig megfigyelni.
A portfólióoptimalizálás feltételezi, hogy a befektető bizonyos kockázatkerüléssel rendelkezik, és hogy a részvényárfolyamok jelentős különbségeket mutathatnak a történelmi vagy előre jelzett értékek és a tényleges tapasztalatok között. Különösen a pénzügyi válságok során jellemző, hogy a részvényárfolyamok mozgásának korrelációja jelentősen megnövekszik, ami komolyan ronthatja a diverzifikáció előnyeit.
A várható hozam-variancia optimalizálási keretben a variancia-kovariancia mátrix pontos becslése kiemelkedően fontos. A kvantitatív technikák, amelyek Monte-Carlo szimulációt alkalmaznak Gauss-kopulával és jól meghatározott marginális eloszlásokkal, hatékonyak. Fontos, hogy a modellezési folyamat figyelembe vegye a részvényhozamok empirikus jellemzőit, mint például az autoregresszió, aszimmetrikus volatilitás, ferdeség és kurtózis. Ezen attribútumok figyelmen kívül hagyása súlyos becslési hibákhoz vezethet a korrelációk, varianciák és kovarianciák esetében, amelyek negatív torzítással rendelkezhetnek (akár az igazi értékek 70%-áig).
A kockázatkerülő befektetők körében népszerűek az olyan optimalizálási stratégiák, amelyek a befektetési portfóliókban a farokkockázat (pl. kockázati érték, feltételes kockázati érték) minimalizálására összpontosítanak. A farokkockázatnak való kitettség minimalizálására leginkább az eszközök hozamainak Monte-Carlo-szimulációval történő előrejelzései alkalmasak, amelyek az alacsonyabb (bal oldali) farokfüggőséget lehetővé tevő indakopulákkal (pl. Clayton, Rotated Gumbel) nagy eszközportfóliókon keresztül. A (farok) kockázati paritás a kockázat, és nem a tőke allokációjára összpontosít.
Újabban a fedezeti alapkezelők „teljes körű optimalizálást” alkalmaznak, amelynek során bármilyen befektetői hasznossági függvény felhasználható a portfólió optimalizálására. Állítólag egy ilyen módszertan praktikusabb és alkalmasabb a modern befektetők számára, akiknek kockázati preferenciái közé tartozik a farokkockázat csökkentése, a negatív ferdeség és a kövér farok minimalizálása a befektetési portfólió hozameloszlásában. Amennyiben az ilyen módszertanok magasabb pillanatú hasznossági függvények használatát foglalják magukban, olyan módszertant kell alkalmazni, amely lehetővé teszi az aszimmetrikus függőséget figyelembe vevő közös eloszlás előrejelzését. Az aszimmetrikus függőséget a közös eloszlásba beépítő, megfelelő módszertan a Clayton Canonical Vine Copula.
MA befektetői csoport az egyéni befektetés helyett dönthet úgy, hogy teljes tőkéjüket a közös portfólióba fektetik, majd a (bizonytalan) befektetési nyereséget úgy osztják fel, hogy az a legjobban megfeleljen a hasznossági/kockázati preferenciáiknak.Kiderül, hogy legalábbis a várható hasznossági modellben, illetve az átlag-eltérés modellben minden befektető általában olyan részesedést kaphat, amelyet az egyéni befektetésből származó optimális portfóliójánál szigorúan többre értékel.

## Fordítás
Ez a szócikk részben vagy egészben  a   Portfolio optimization című angol Wikipédia-szócikk ezen változatának fordításán alapul.  Az eredeti cikk szerkesztőit annak laptörténete sorolja fel. Ez a jelzés csupán a megfogalmazás eredetét és a szerzői jogokat jelzi, nem szolgál a cikkben szereplő információk forrásmegjelöléseként.